# Lucanus formosanus
Lucanus formosanus (лат.) — вид жуков из семейства рогачей. Эндемик острова Тайвань.

## Описание
Крупные жуки. Длина тела 36—84 мм. Тело удлинённое и уплощённое. Преобладающая окраска — тёмно-коричневая. Мандибулы самцов сильно увеличены — выраженный половой диморфизм, как правило, хорошо развиты и увеличены, намного крупнее, чем у самки. Верхняя губа самцов загнута вниз. Глаза цельные и заметно разделены щечными выступами. Передние тазики ног относительно широко отделены друг от друга. Передние голени сверху без килей или продольных бороздок. Задние голени с 3 шипами по наружному краю. Надкрылья полностью покрывают брюшко.